# 織田長利
織田長利（？—1582年6月21日（天正10年6月2日））是日本戰國時代的武將。織田信秀的第十二子（也有說法為第十一子），亦是其最小的孩子。通稱為又三郎或又十郎，是織田信長的末弟。據說其生母可能是岩室殿（信秀的最後一位側室）。跟織田長益可能是同父同母的兄弟。由於曾使用津田姓，因此也被稱為津田長利。

## 生平
在兄長織田信長的命令下，織田長利被編入信長長子織田信忠的軍團，並於天正2年（1574年）7月參加了討伐伊勢的長島一向一揆，擔任長島海上攻擊的一員（《信長記》）。
天正9年（1581年）2月，在京都御馬揃儀式中，織田長利作為信長的御連枝眾，率領10騎騎馬隊進行了行進。
天正10年（1582年）6月2日，明智光秀發動本能寺之變，攻擊兄長信長之時，織田長利與織田信忠一同在二條新御所被明智軍攻擊，最終戰死。

## 家族
織田長利的子女包括兒子利昌（宗助）以及成為其甥織田信雄側室的女兒。
利昌曾效力於織田信雄麾下，後來出家並改名為隨安（《系圖纂要》）。由於女兒成為織田信雄的側室，長利的正室在成為寡婦後受到信雄的庇護，並獲得82貫文的資助。

## 注腳

### 出處
1. 1 2 3 4 5 6 7  西ヶ谷恭弘. . 新人物往来社. 2001: 233.
2. 1 2 3 4 5  岡田正人. . 雄山閣. 1999: 125.
3. 1 2 3  阿部猛. . 東京堂出版. 2000: 214.

## 關連項目
- 織田家